# Nannodiplax rubra
Nannodiplax rubra es la única especie del género monotípico Nannodiplax, en la familia Libellulidae. Su distribución parece estar limitada a Australia y Nueva Guinea. Es una pequeña libélula (envergadura alar de 40 mm, longitud 25 mm) con abdomen rojo brillante y alas claras. Habita cerca de una gran variedad de ríos y arroyos.